# Sabella ringens
Sabella ringens är en ringmaskart som beskrevs av Carl von Linné 1767. Sabella ringens ingår i släktet Sabella och familjen Sabellidae. Inga underarter finns listade i Catalogue of Life.